# Peter Leone
Peter Leone (né le 1er août 1960) est un cavalier américain ayant participé aux Jeux olympiques d'été de 1996 dans l'épreuve du saut d'obstacles par équipe. Il y remporte la médaille d'argent.

## Palmarès

### Jeux olympiques
- Jeux olympiques de 1996 à Atlanta,  États-Unis
  -  Médaille d'argent